# Mire métallique

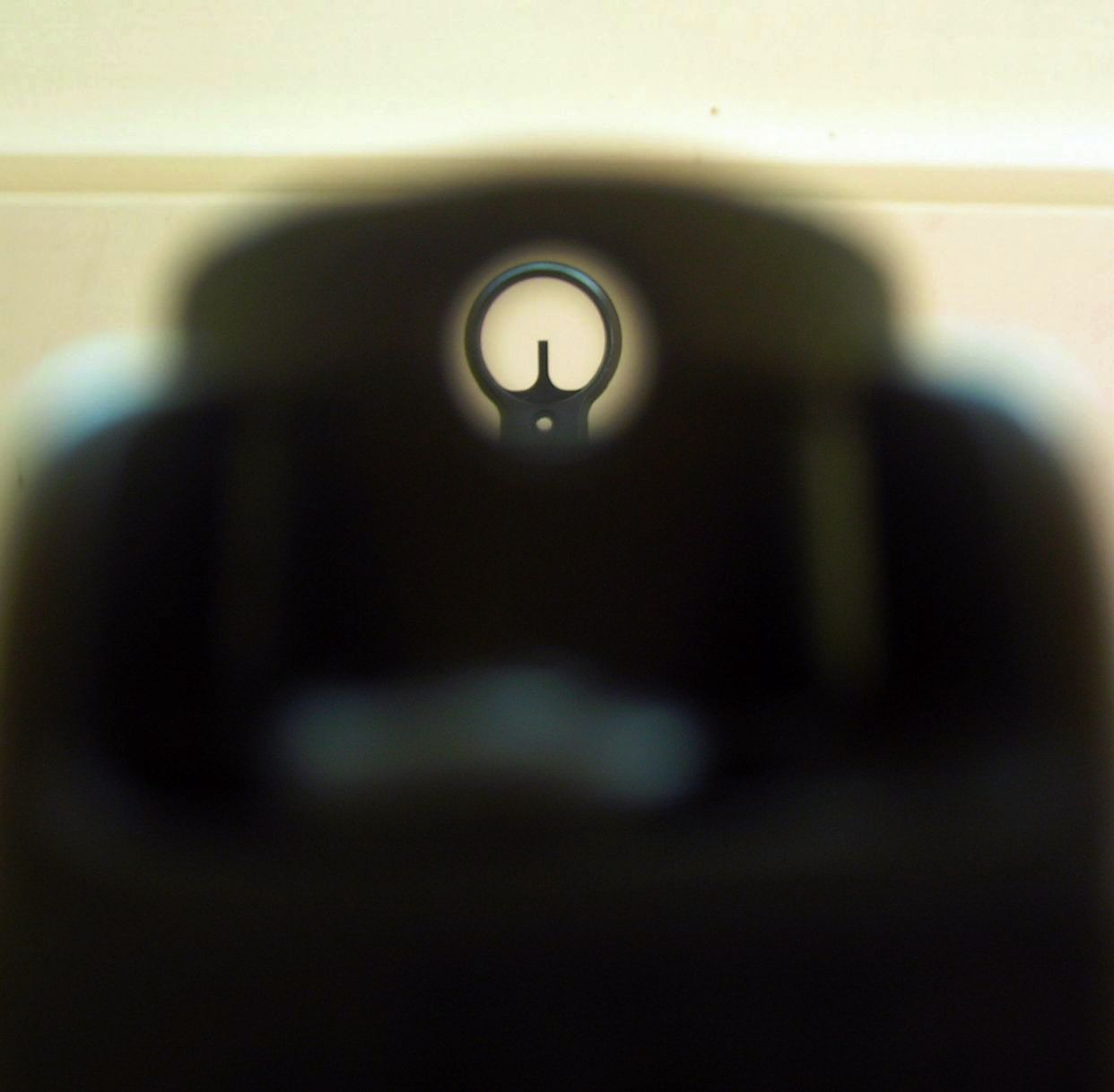
Vue de la visée à travers les mires d'un H&K MP5.

Une mire ou organe de visée est un système de visée des armes (généralement des armes à feu), constitué de lames métalliques et divisé en deux parties : 
- la hausse (fixée généralement à l'arrière de l'arme) ;
- le guidon (qui se situe en général à l'avant du canon).

Pour viser, il faut la plupart du temps aligner la hausse ou le cran de hausse et le guidon avec le point visé. Pour tenir compte du fait que la balle chute vers le sol, la hausse est généralement réglable au moyen d'un curseur par pas de 100 m. Plus la cible est éloignée, plus on monte la hausse. On peut également régler la visée latéralement. Sur les armes anciennes, cela se fait en armurerie ou avec un outil spécial pas toujours disponible sur le terrain. Sur les armes modernes (AR15, M16,...) le réglage peut se faire rapidement sans outil en tournant une molette. Les réglages de hausse et de guidon sont inversés : pour tirer plus haut on monte la hausse ou on descend le guidon, pour tirer plus à droite (respectivement gauche) on déplace la hausse vers la droite (resp. gauche) et le guidon vers la gauche (resp. droite).
Quand on tire en devers (cible plus haute ou plus basse) il faut contre-viser pour corriger la différence d'altitude. On ne dérègle généralement pas l'arme pour ça. 

## Images

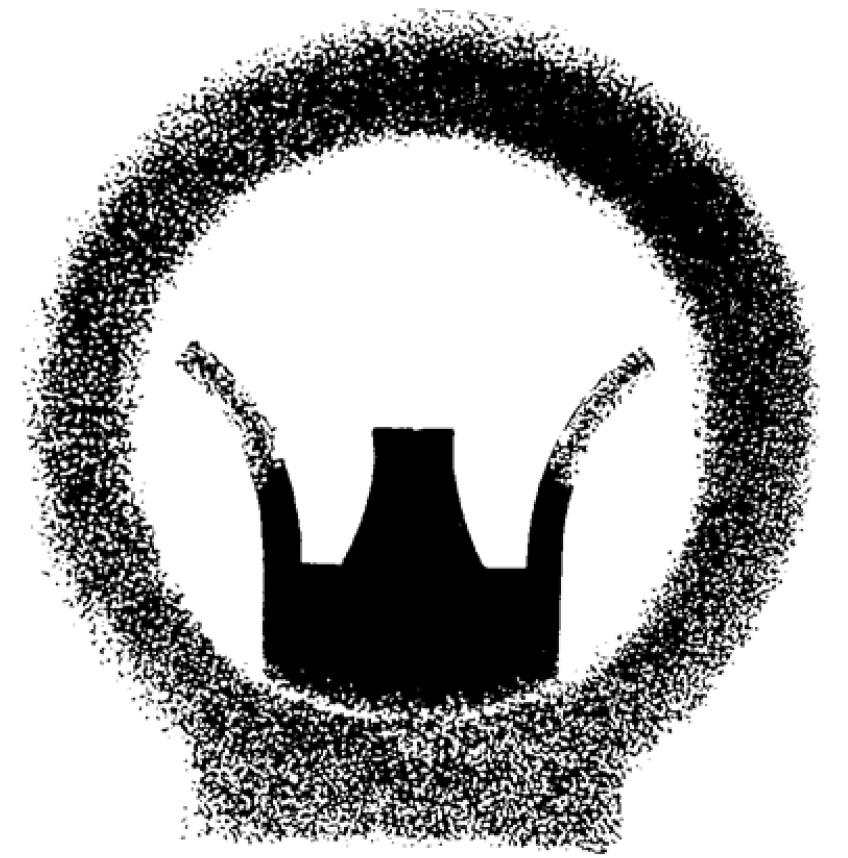
Mire métallique d'un fusil M16.
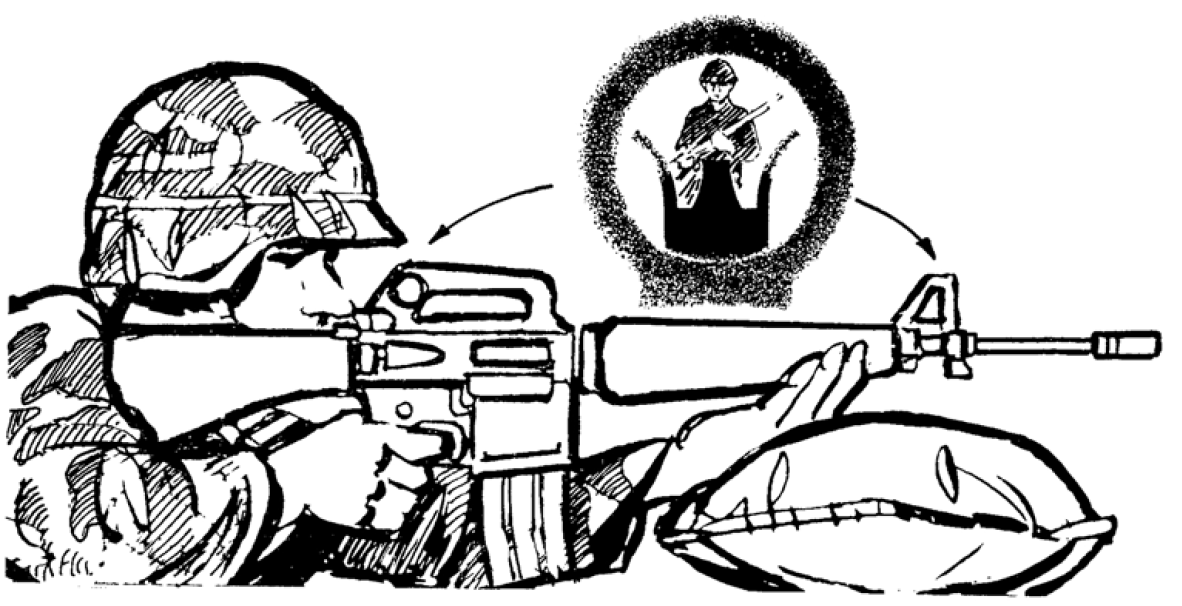
Dessin décrivant l'alignement des mires (hausse+guidon) d'un M16.